# فهرست مجله‌های ایران
این مقاله، سیاهه‌ای است از فهرست مجله‌های فعال (در حال انتشار) و غیرفعال (توقف انتشار) در ایران. مجله نوعی رسانه نوشتاری (نشریه) است که کمابیش شبیه به کتاب، مجلد و در قطع مشخص در فواصل زمانی مختلف (مثل هفته‌نامه، ماهنامه، سالنامه) چاپ می‌شود. البته شمار مجلات در تاریخ ایران بسیار زیاد بوده و در این جا فقط اسامی مجلات مشهور و کشوری آورده می‌شود:

## مجلات عمومی
- چلچراغ
- خانواده سبز
- خواندنیها
- دنیا
- راه زندگی
- زندگی ایرانی
- زندگی ایده‌آل
- سپید و سیاه

## مجلات سیاسی اجتماعی
- آدینه
- آفتاب
- امید جوان
- اندیشه پویا
- ایران فردا
- پیام امروز
- توفیق
- جوان
- شبکه آفتاب
- شهروند امروز
- صدا
- عصر اندیشه
- کرگدن
- گل آقا
- مروارید
- نسیم بیداری

## مجلات اندیشه و فلسفه
- اطلاعات حکمت و معرفت
- نقد اندیشه
- نگاه آفتاب
- کیان

## مجلات فرهنگی هنری
- الفبا
- آنگاه
- برگ هنر
- تجربه
- خروس جنگی
- دنیای سخن
- زنده رود
- سینما و ادبیات
- طبل
- فرم و نقد
- فیلم
- قلم یاران
- فرهنگ امروز
- کاروان مهر
- گردون
- نافه
- هفت
- هنر و مردم
- یادگار
- جستارنامه فرهنگ و هنر اسلامی

## مجلات ادبی
- ادبیات متعهد
- درگاه
- خوشه
- سخن
- شرق
- شوکران
- صدف
- فردوسی
- کارنامه
- مامطیر
- مترجم
- وزن دنیا
- ویرگول
- نامه فرهنگستان (ادبیات تطبیقی)
- یغما

## مجلات ایرانشناسی
- آینده
- ایرانشهر
- ایران نامه
- باستان شناسی و هنر ایران
- بخارا
- حافظ
- چیستا
- سمرقند
- کاوه
- کلک

## مجلات کتابخوانی
- جهان کتاب
- رود
- کتاب امروز
- کتاب روزآروز
- کتاب جمعه
- کتاب ماه فلسفه (نقد کتاب فلسفه و اخلاق)

## مجلات سینما و تئاتر
- پاراگراف
- دنیای تصویر
- فیلم
- فیلم و هنر

## مجلات رایانه و فناوری
- بازی رایانه
- بازی‌نما
- جیبی (جی.اس.ام)
- دنیای بازی
- رسانه
- فناوری جهان امروز
- کامپیوتر

## مجلات اقتصادی
- تجارت الکترونیکی و رایانه
- تجارت فردا

## مجلات زنان
- پیام هاجر
- جهان زنان
- دختران ایرانی
- زنان
- زنان امروز
- عالم نسوان

## مجلات سلامتی
- پزشک خانواده
- بهداشت پوست و مو

## مجلات موسیقی
- آهنگ ایده‌آل
- فرهنگ و آهنگ

## مجلات ورزشی
- دنیای فوتبال

## مجلات خودرو
- ماشین

## مجلات علمی
- دانشمند
- حسابدار
- حسابدار رسمی
- فاراد
- نوروز
- نشریه شیمی و مهندسی شیمی ایران

## مجلات دانش‌آموزی
- دانش آموز
- پیک دانش آموز
- رشد دانش آموز
- رشد جوان

## مجلات اطلاعات
- اطلاعات بانوان
- اطلاعات جوانان (جوانان امروز)
- اطلاعات دختران و پسران
- اطلاعات علمی
- اطلاعات هفتگی

## مجلات همشهری
- همشهری ۲۴
- همشهری آشپزی مثبت
- همشهری آیه
- همشهری اقتصاد
- همشهری الف
- همشهری بچه‌ها
- همشهری تندرستی
- همشهری تماشاگر
- همشهری خانواده
- همشهری خردنامه
- همشهری جوان
- همشهری داستان
- همشهری دانستنیها
- همشهری دیجیتال
- همشهری سرزمین من
- همشهری سر نخ
- همشهری ماه
- همشهری معماری

## مجلات کیهان
- زن روز
- کتاب هفته
- کیهان بچه‌ها
- کیهان فرهنگی
- کیهان کاریکاتور
- کیهان ورزشی

## مجلات جدولی
- جدول ۲۰
- جدول آلبالو
- جدول آزاده
- جدول آفرین
- جدول آینه
- جدول ایده‌آل
- جدول اندیشه
- جدول پشت صحنه
- جدول پله پله
- جدول پیام جزیره
- جدول پیام شادی
- جدول پیام هامون
- جدول تیراژه
- جدول جزیره طلایی
- جدول جستجو
- جدول چهارخونه
- جدول چیستان
- جدول خانواده و سرگرمی
- جدول دورهمی
- جدول دیروز امروز فردا
- جدول رنگارنگ
- جدول رویداد هفته
- جدول زندگی
- جدول زندگی شرقی
- جدول ساحل و سرگرمی
- جدول سپاس
- جدول سودوکو
- جدول صبح زندگی
- جدول طلوع زندگی
- جدول عصر خانواده
- جدول عصر نوین
- جدول عنوان
- جدول عنوان برتر
- جدول فرهنگ خودرو
- جدول قله افتخار
- جدول کانون خانواده
- جدول کتیبه
- جدول کلبه سرگرمی
- جدول کنکاش
- جدول کولاک
- جدول متفاوت
- جدول مصاحبه
- جدول معما
- جدول نابغه
- جدول و سرگرمی
- جدول هفت صبح
- جدول وطن
- جدول هفته
- جدول همراهان
- جدول هوشمند
- جدولستان ایران
- دنیای جدول
- کتاب جدول
- مجموعه جدول

## سایر مجلات
- آتش
- آشپزباشی
- برش
- بسپار
- پردیس
- پیام بهبودی
- پیام سبزاندیشان
- پیام داستان
- پیامک SMS
- ترجمان
- جهان گل
- جهان جوان
- حاجی فیروز
- حلقه
- روزهای زندگی
- زنجیره فناوری
- سروش کودکان
- ساناز سانیا
- سیاه مشق
- سینما خانواده
- شاخص
- شهرزاد
- شستی
- صنعت و توسعه
- صنعت ساختمان
- صنایع پلاستیک
- صنایع همگن پلاستیک
- عصر جدید
- مشق فردا
- مطالعات آسیای مرکزی و قفقاز
- نسل جوان
- نسل برتر
- نوآور
- نور دانش
- هنر آشپزی

## فهرست مجلات علمی
فهرست مجله‌های معماری در ایران
فهرست نشریه‌های حسابداری ایران
فهرست مجله‌های روان‌شناسی